# 2028年夏季残疾人奥林匹克运动会
2028年夏季残疾人奥林匹克运动会（英語：2028 Summer Paralympics），即第18届夏季残疾人奥林匹克运动会（英語：18th Summer Paralympic Games）将于2028年夏天在美国洛杉矶举行。
由於在2001年6月19日國際帕拉林匹克委員會和國際奧林匹克委員會簽署協議，授權由國際奧林匹克委員會決定主辦權誰屬，因此不論主辦權誰屬都將舉行帕拉林匹克運動會；值得留意是，1984年的殘疾人奧林匹克運動會原定在洛杉磯舉行，由於主辦洛杉磯奧運的洛杉磯奧林匹克運會組織委員會（LAOOC）和美國奧林匹克委員會沒有共識而失敗，所以該屆是洛杉磯歷史上首次主辦殘疾人奧林匹克運動會。

## 申办过程
国际奥委会和国际残奥会委员会达成的协议中规定，同一届奥运会和残奥会应当在同一国家举行。由于2022年冬奥会和2024年夏季奥运会的申办过程中大量申办城市先后退出竞争，国际奥委会在2017年7月11日于瑞士洛桑举行的特别会议中同时宣布了2024年夏季奥运会和2028年夏季奥运会的主办地。法国巴黎和美国洛杉矶都原定申办2024年夏季奥运会。2017年7月31日，国际奥委会宣布洛杉矶为唯一申办2028年夏季奥运会的城市，亦即巴黎将举办2024年夏奥会。这两项决定都在于秘鲁利马举行的第131届国际奥委会全体会议上得到确认。

## 宣傳

### 会徽
美國當地時間2020年9月1日，洛杉磯2028奧運會組委會發佈了2028洛杉磯奧運會與殘奧會會徽，正式開啟邁向2028年的旅程。此系列一共26個全新的會徽，通過運動員、藝術家和倡言人共同的聲音，來歌頌運動、藝術以及洛杉磯社區，展現洛杉磯所代表的無限可能，以及創造力、多元化、自我展現和兼容並蓄。 此次奧運會與殘奧會會徽專為數字時代而打造，反映了洛杉磯的精神，為使隨後8年的歷程保持新鮮感，醒目的字母L和數字28是會徽的基礎，通過動態且不斷變化的的字母A來表達這所城市不同的故事。而是次會徵設計的參與者包括男子攀石運動員納撒尼爾·科爾曼、女子衝浪運動員嘉莉莎·摩亞、女子滑板運動員絲佳·布朗、女子短跑運動員艾麗森·菲利克斯、男子田徑運動員史葛·巴西特、女子單板滑雪運動員克洛伊·金、The Hundreds聯合創始人兼CCO波比·亨德斯、歌手怪奇比莉、塗鴉藝術家查斯·包若克、女子足球員亞歷克絲·摩根、男子殘疾田徑運動員萊克斯·吉萊特、墨西哥速食店商人祖·艾華茲、男子游泳運動員賈馬爾·希爾、前男子田徑運動員麥可·詹森、奧斯卡金像影后女星麗絲·韋達絲潘、視覺藝術家史提芬·夏靈頓、女子游泳運動員西蒙娜·曼努埃爾、捐贈平台Swipe Out Hunger創辦人麗素·蘇米克、男子殘疾單車動員奧斯·山卓士、著名殘疾女演員勞倫·「露露」·史賓莎、女子劍擊運動員伊布蒂哈吉·穆罕默德、著名紋身師Dr. Woo、著名藝術家艾力斯·以沙維、社區負責人高坂亞登、男子花樣滑冰運動員亞當·里彭、女子體操運動員加布麗埃勒·道格拉斯、加拿大藉YouTube紅人兼女演員莉莉·辛格、男子跳高殘疾運動員以斯拉·費治以及女子拳擊運動員錢特爾·拉華露。

### 口号
2028年洛杉磯殘奧以「Follow The Sun」﹙追隨陽光﹚為官方口號。

## 比赛项目
本届残奥会原计划设三十三个大项，其中重新设置7人制（脑瘫）足球和帆船比赛，新增比腕力、沙滩排球、攀岩、轮椅舞蹈、高尔夫、空手道、電動輪椅足球、冲浪和轮椅手球项目。2023年1月，国际残奥委会理事会会议通过22个大项的初定方案，与2024年夏季帕拉林匹克運動會一致。国际残奥委会后将攀岩和冲浪列入候选名单，供奥组委考虑。2024年6月，奥组委宣布已向国际残奥委会申请新增攀岩项目，6月26日获批。
2025年6月，国际残奥委会和洛杉矶奥组委宣布将设560个奖牌项目，较2024年增加11个。与原方案相比，由于重新分配并增加了比赛项目，总体数量有所增加。其中，男子项目减少四个，女子项目增加十二个，混合及公开级项目增加三个。重要变化包括设置攀岩项目，男女各设四个比赛等级。此外还调整了部分赛事安排。田径比赛中原属男子的六人制比赛划给女子组，一个自行车项目从男子组改划给女子组，游泳和乒乓球比赛各增加一个混合项目，铁人三项新增一个女子项目。最后，轮椅击剑取消男子和女子项目各一个，改设两个混合项目。经过上述调整，赛事最多参加人数仍维持在4400人，体现了对“性别平等”与机会平等的关注（17个大项男女运动员份额一致，较2024年增加6个），同时不增加参赛运动员总数。

| - 盲人足球 (1) - 硬地滚球 (11) - 盲人门球 (2) - 射箭 (9) - 田径 (164) - 羽毛球 (16) - 皮划艇 (10) - 运动攀岩 (8) - 自行车 (51) - 马术 (11) - 柔道 (16) - 举重 (20) | - 赛艇 (5) - 游泳 (142) - 乒乓球 (32) - 跆拳道 (10) - 铁人三项 (12) - 射击 (13) - 坐式排球 (2) - 轮椅篮球 (2) - 轮椅击剑 (16) - 轮椅橄榄球 (1) - 轮椅网球 (6) |